# Lista de bairros de Governador Valadares

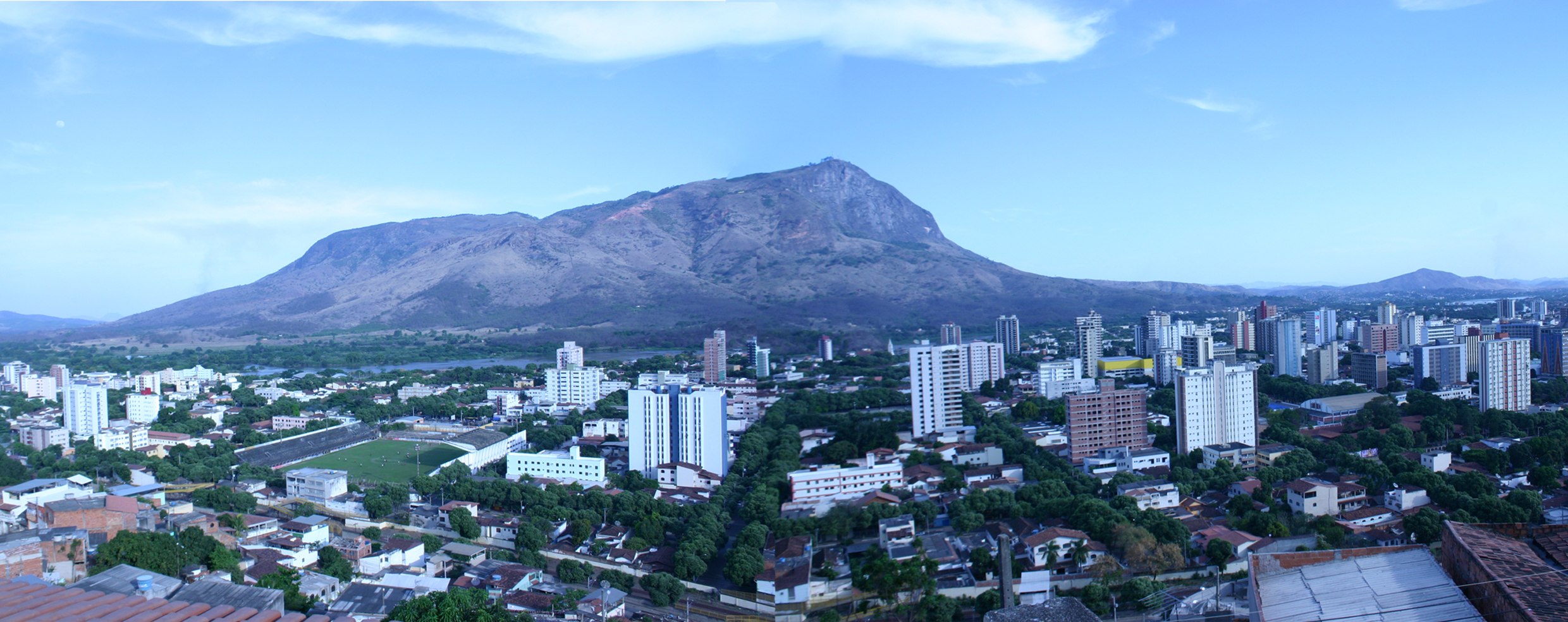
Vista parcial de Governador Valadares.

Aqui são listados os bairros de Governador Valadares por regiões, que são as divisões oficiais do município brasileiro supracitado, localizado no interior do estado de Minas Gerais. Elas estão de acordo com a prefeitura da cidade no ano de 2015, sendo que neste ano a cidade era composta por cerca de 183 bairros oficiais distribuídos entre os 19 setores, além dos 12 distritos.

## Bairros de Governador Valadares por região

### Região I
- Centro A
- Esplanada
- São Tarcísio

### Região II
- Capim
- Cardo
- Floresta
- Interlagos
- Sion
- Recanto das Garças
- Recanto dos Sonhos 2
- Alto Esplanada
- Esplanadinha
- Belvedere
- São Pedro
- Universitário
- Santos Dumont
- Santos Dumont II
- Chácaras Braúnas
- Jother Peres
- Sítio das Flores
- Conjunto Sotero Inácio Ramos (SIR)
- Vila Mariana

### Região III
- Santa Helena
- Monte Carmelo

### Região IV
- Vale Verde
- Cidade Nova
- Lagoa Santa
- Santa Rosa de Lima
- Esperança
- Morada do Vale
- Morada do Vale II
- Morada do Vale III
- Grã-Duquesa
- Belo monte
- Maria Eugênia

### Região V
- Carapina
- Nossa Senhora das Graças
- Santa Efigênia
- Querosene

### Região VI
- Centro B
- Centro C

### Região VII
- Ilha dos Araújos

### Região VIII
- Lourdes
- Santa Terezinha

### Região IX
- Acampamento
- Morada do Acampamento
- Vila Mariana
- São Geraldo

### Região X
- Altinópolis
- Mãe de Deus
- São Braz
- Santo Antônio
- Maravilha
- Vista Alegre
- Planalto
- Borges

### Região XI
- Jardim do Trevo
- Santa Paula
- Sertão do Rio Doce
- Sertão do Rio Doce II

### Região XII
- Jardim Primavera
- Vila Parque Ibituruna
- Vila Parque São João
- Recanto das Cachoeiras

### Região XIII
- São Paulo

### Região XIV
- Vila Bretas

### Região XV
- São Raimundo
- Vila Isa
- Vila Parque Ibituruna
- Vila dos Montes
- Cidade jardim
- Jardim Ipê
- Vera Cruz
- Jardim Atalaia
- Azteca
- Jardim Alvorada
- Vale do Sol l
- Vila do Sol ll
- Paraíso
- Vila Ricardão

### Região XVI Santa Rita
- Betel
- Distrito Industrial
- Castanheiras
- Jardim Alice
- JK I
- JK II
- JK III
- Nova JK
- Santa Rosa
- Santa Rita
- Nova Santa Rita
- Canaã
- Vale Pastoril
- Vale Pastoril II

### Região XVII
- Turmalina
- Sagrada Família
- Vila União
- Penha
- Novo Horizonte
- Vila Império
- são Luis
- são Cristovão
- Nossa Senhora de Fátima
- Vila Ozanan
- Palmeiras
- Redenção
- Nova Vila Bretas
- Bela Vista
- Retiro dos Lagos
- Kennedy
- Jardim Pérola
- Fraternidade
- Vila Rica
- São José
- Caravelas
- Tiradentes
- Vitória
- Residencial Figueira do Rio Doce

### Região XVIII
- Cidade Jardim
- Conquista
- Vila do Sol l
- Vila do Sol II
- Vila dos Montes
- Vale do Sol I
- Vale do Sol lI
- Vale do Sol III

### Região XIX
- Elvamar
- Vilagge da Serra
- Parque das Aroeiras
- Encosta do Sol
- Marllon Calixto